# Chinesische Ziffernnotation

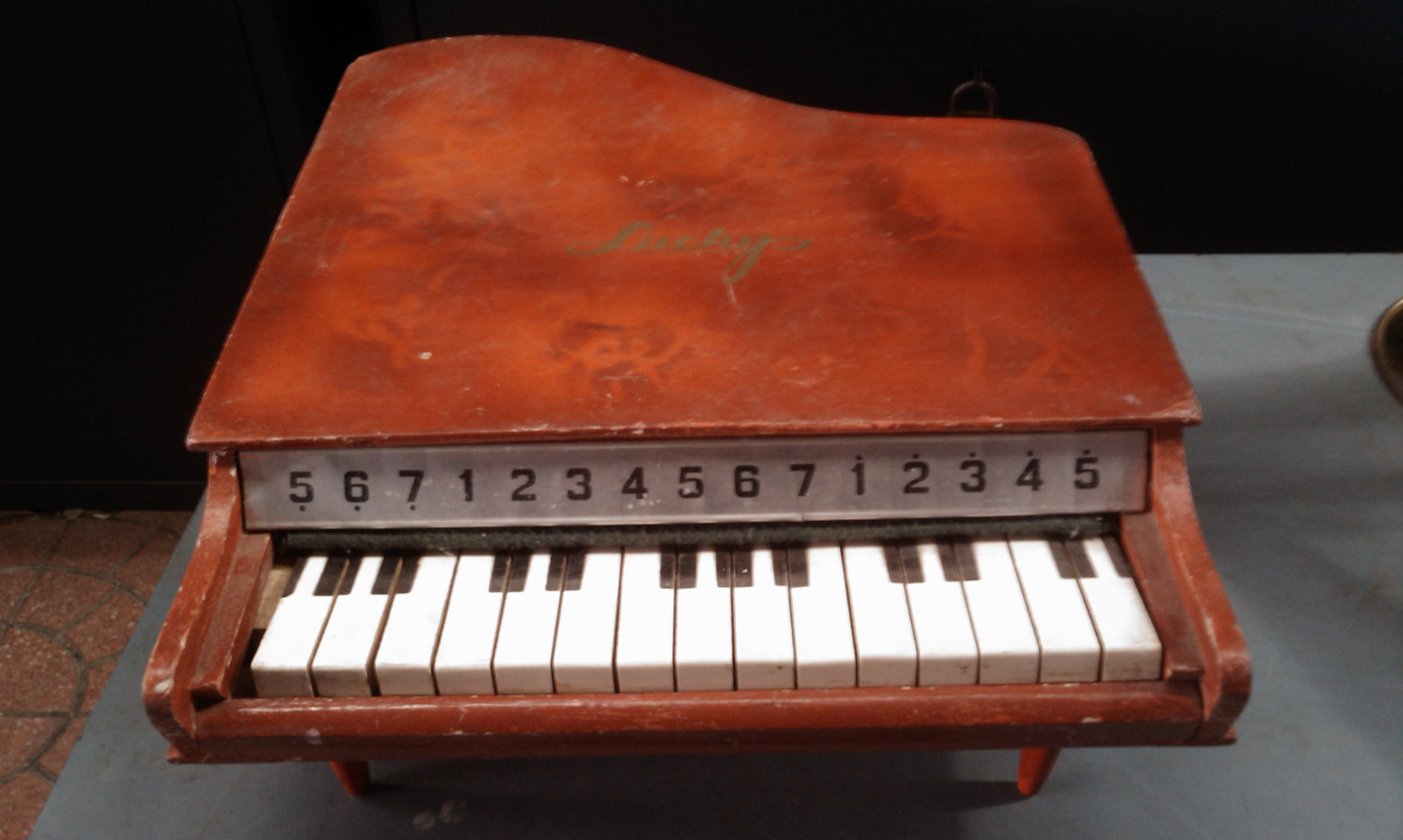
Chinesisches Kinderklavier mit den Ziffern der Jianpu-Notation oberhalb der Tasten (vgl. hierzu den Abschnitt Tonart)

Chinesische Ziffernnotation oder  Jianpu-Notation (chinesisch 簡譜 / 简谱, Pinyin jiǎnpǔ; wörtlich: «vereinfachte Notation») ist ein seit dem frühen 20. Jahrhundert in China verwendetes musikalisches Notationssystem mit arabischen Ziffern. Es wird sowohl für die Notation einstimmiger Musik als auch mehrstimmiger Musik verwendet. Es ist von dem französischen System namens Galin-Paris-Chevé (d. h. der Chevéschen Ziffernnotation) abgeleitet.
Für diese musikalische Zahlen-Notenschrift werden im Wesentlichen Ziffern (von 1 bis 7, mit 0 als Pause) verwendet, daneben zusätzliche Zeichen, darunter viele aus der westlichen Standardmusiknotation.

## Notation

### Noten
Die Zifferntonschrift kann als Grundlage für das Tonic sol-fa (vgl. Solmisation und Solfège) verwendet werden, die Ziffern 1, 2, 3, 4, 5, 6, 7 stehen für die 7 Tonstufen der Tonleiter, sie werden do, re, mi, fa, sol, la, si ausgesprochen, Pausen werden durch die Ziffer 0 angezeigt. Die Ziffern von 1 bis 7 entsprechen der diatonischen Durskala.
```
Solfège
:         do  ré  mi  fa  sol la  si
Jianpu-Notation: 1   2   3   4   5   6   7
```

### Oktavierungen
Punkte über oder unter den Noten zeigen an, ob diese eine Oktave unter oder über der ursprünglichen Tonhöhe liegen. Die Anzahl der Punkte entspricht der Anzahl der Oktaven. Zum Beispiel stellt die Ziffer „6“ mit einem Punkt darunter eine Oktave tiefer dar. Die Tonleitern stellen sich demnach wie folgt dar:
```
            
             •
Durskala:  1 2 3 4 5 6 7 1

 

Mollskala: 6 7 1 2 3 4 5 6
           • • 
```

## Versetzungszeichen
Wenn ein Ton erhöht oder erniedrigt werden soll, schreibt man links neben die Ziffer ein Erhöhungszeichen (#) oder ein Erniedrigungszeichen (b), wie zum Beispiel #1 oder b2. Entsprechend gibt es Auflösungszeichen. Die Tonart wird dementsprechend am Anfang des Stückes angegeben.

## Taktbezeichnung
Die Taktart wird am Anfang des Stückes mit einem kurzen Schrägstrich zwischen zwei arabischen Ziffern angezeigt, wie zum Beispiel bei “3/4”, die obere Ziffer zeigt die Zahl der Grundschläge an, die untere Ziffer die Dauer eines jeden Schlages. “2/4”= Zweivierteltakt, “3/4”= Dreivierteltakt, “4/4”= Viervierteltakt, “6/8”= Sechsachteltakt usw. Im Stück selbst werden die Takte durch längere vertikale Striche angezeigt.

## Tonart
Die Tonart eines Stückes wird am Anfang angezeigt, indem angegeben wird, welcher Ton die Grundstufe bildet. Zum Beispiel bedeutet 1 = D, dass die Höhe des Grundtones des Stückes dem Ton D auf der Tastatur des Klaviers entspricht, die weiteren Töne analog dazu; B = H-Dur; bB = B-Dur usw.

## Notenwerte
Eine einzelne Ziffer entspricht einer Viertelnote. Der Note folgende kurze waagerechte Striche verlängern den Notenwert. Z.B. auf der ersten Tonstufe:
- 1      Viertelnote
- 1-     halbe Note
- 1--    punktierte halbe Note
- 1---   ganze Note
- 1----- punktierte ganze Note
- Ziffer mit nachgestelltem Punkt: punktierte Viertel

Unterstreichungen verkürzen den Notenwert. Sie entsprechen den Fähnchen in der herkömmlichen Notation.
- Eine Unterstreichung: Achtelnote
- Zwei Unterstreichungen: Sechzehntelnote
- Drei Unterstreichungen: Zweiunddreißigstelnote
- Vier Unterstreichungen: Vierundsechzigstelnote

### Rhythmische Notation
Bei der rhythmischen Notation, z. B. für Schlagzeug, werden statt der Notenziffern kleine oder große X-Buchstaben gesetzt, z. B.:
```
4/4                                     > >
(klatschen:) | X  X  
X X
 X  | 
X X X X
 
0 X
 X ||
```

### Haltebögen
Haltebögen werden wie in der herkömmlichen Notation notiert, mit einem Bogen von der ersten bis zur letzten Note.

### Bindebögen
Bindebögen werden wie in der herkömmlichen Notation notiert, mit einem Bogen von der ersten bis zur letzten Note.
Ein V-ähnliches Zeichen oberhalb der Notationszeile zeigt dagegen eine kurze Atempause an.

## Verzierungen
Folgende Verzierungen werden in der Jianpu-Notation verwendet (Auswahl):

### Langer Vorschlag
Der lange Vorschlag wird gewöhnlich mit einem auf- oder absteigenden abgerundeten Pfeil notiert zwischen den beiden betreffenden Noten. 

### Kurzer Vorschlag
Es gibt auch den kurzen Vorschlag. Er wird notiert, indem die entsprechende Notenziffer doppelt unterstrichen und eine Bogenlinie in Richtung der Notenlinie oberhalb der Grundlinie klein dazugeschrieben wird. 

### Triller
Der Triller wird wie in der herkömmlichen Notation mit tr notiert. Er wird oberhalb der Notenziffer notiert, wobei sich die Töne dieser Note mit der darüber schnell abwechseln. Eine Notenziffer kann oberhalb des Trillers geschrieben werden, in diesem Fall wird der Triller ausgeführt, indem man mit der entsprechenden angegebenen Note darüber trillert.

## Notationsbeispiel
Siehe zum Beispiel das Lied Amazing Grace von John Newton in Jianpu-Version und der herkömmlichen Notation im Notensystem mit fünf Linien:

## Online-Ziffernnotation oder Online Jianpu
Nach der Einführung des Internets wurde die Ziffernnotation vereinfacht, um durch einfache ascii-Zeichen eingegeben zu werden. Zum Beispiel kann die erste Strophe von Amazing Grace folgendermaßen transkribiert werden:
/ 005 //
/ 1'0(3'1') / 3'02' / 1'06 / 505 //
/ 1'0(3'1') / 3'0(2'3') / 5'00 / 00(2'3') //
/ 5'0(3'1') / 3'0(3'2') / 1'06 / 505 //
/ 1'0(3'1') / 3'02' / 1'00! / 000 //